# Les Vents de la colère
Les Vents de la colère (光る風, Hikaru kaze) est un shōnen manga de Tatsuhiko Yamagami, prépublié dans le magazine Weekly Shōnen Magazine en 1970 et publié par l'éditeur Asahi Sonorama en deux volumes reliés en 1972. La version française est éditée par Delcourt/Akata dans la collection « Fumetsu » en deux tomes sortis en août 2006 et novembre 2006. 

## Analyse
Pour le site actuabd.com, « Tatsuhiko Yamagami incarne à travers les deux frères Rokkôji la douloureuse scission entre un Japon traditionnel et un Japon résolument plus « moderne ». L'aspiration naturelle à vivre en paix ne doit pas occulter que l'humanité a bien du mal à se libérer du monstre du pouvoir. L'Histoire se répète… et Les Vents de la colère incite à garder coûte que coûte une conscience politique ».

## Publication
Initialement prépublié entre le no 18 et le no 47 de l'année 1970 dans le magazine Weekly Shōnen Magazine, le manga est publié par l'éditeur Asahi Sonorama en deux volumes reliés sortis en 1972. La série a été rééditée à plusieurs reprises, notamment par Chikuma Shobou en 1997 et en un volume par Shōgakukan en 2008.
La version française est éditée par Delcourt/Akata dans la collection « Fumetsu » en deux tomes sortis en août 2006 et novembre 2006,.